# Fernando Cuautle
Fernando Cuautle (Puebla, 11 de septiembre de 1994) es un actor de cine y televisión mexicano.

## Biografía
A los 17 años, comienza sus estudios de actuación en la escuela M&M Studio de Patricia Reyes Spíndola donde cursa 14 talleres, enfocados principalmente en teatro y televisión. Posteriormente toma un taller intensivo de teatro con Abraham Oceransky, un taller de perfeccionamiento actoral con Cecilia Suárez y Luis Rosales. En la UDC toma un diplomado en actuación cinematográfica con Noe Hernández y Giovanna Zacarías. En CEUVOZ un taller de voz con Margarita Sanz y finalmente un taller de actuación en cine con Rocío Belmont.
Empezó a trabajar en televisión, en series como La rosa de Guadalupe (2016), Blue Demon (2016) y Rosario Tijeras (2016), antes de conseguir un papel regular en la serie Los elegidos (2019) y de protagonizar su primer largometraje: la aclamada cinta Nebaj (2019), basada en una historia real y dirigida por Kenneth Muller. Fernando también esta por estrenar dos largometrajes, Nuevo orden (2020) de Michel Franco y la producción norteamericana No Man’s Land (2021), de Connor Allyn, donde comparte créditos con Frank Grillo y Andie MacDowell.
En 2023 protagonizo la película Heroico de David Zonana junto a Santiago Sandoval Carbajal, en donde tomó el papel del villano Sargento 1ero de cadetes Eugenio Sierra, quien se encarga de atormentar a los jóvenes e inocentes reclutas del Heroico Colegio Militar.

## Filmografía

### Televisión
| Año                | Título                                | Personaje      | Notas |
| ------------------ | ------------------------------------- | -------------- | ----- |
| 2016               | Drunk: El lado borroso de la historia | Indio          |       |
| 2016               | La rosa de Guadalupe                  | Chavo          |       |
| 2016               | Blue Demon                            | Marco          |       |
| 2016               | Rosario Tijeras                       | Bolillo        |       |
| 2017               | La querida del Centauro               | Sin hogar      |       |
| El bienamado       | Ciro                                  |                |       |
| como dice el dicho | ?                                     |                |       |
| 2018               | Tres Milagros                         | El gomas       |       |
| 2018               | Amar a muerte                         | Tomás          |       |
| 2019               | Tijuana                               | Osvaldo        |       |
| 2019               | Los elegidos                          | Martin         |       |
| 2020               | ZeroZeroZero                          | Hombre de José |       |
| 2021               | Búnker                                | Panda 3        |       |
| 2021               | Lo que la gente cuenta                | ?              |       |
| 2023               | El Colapso                            | Ramiro         |       |
| 2023               | Mala Fortuna                          | Édgar López    |       |
| 2023               | Las Bravas FC                         | Santi          |       |
| 2024               | El secreto del río                    | Sergio         |       |

### Cine
| Año  | Título                           | Personaje                               | Notas |
| ---- | -------------------------------- | --------------------------------------- | ----- |
| 2018 | Memorama                         | Cristóbal                               | Corto |
| 2019 | Cruz                             | Cruz                                    | Corto |
| 2019 | Sin final                        | Valentín                                | Corto |
| 2019 | Nebaj                            | Tomás                                   |       |
| 2019 | El puente de los niños traviesos | Perro                                   | Corto |
| 2020 | Nuevo Orden                      | Cristian                                |       |
| 2020 | No Man's Land                    | Enrique                                 |       |
| 2020 | Arena                            | Chuy                                    | Corto |
| 2021 | Amanda                           | Manuel                                  | Corto |
| 2022 | El Danzante                      | Saul                                    |       |
| 2022 | Gol de Plata                     | ?                                       | Corto |
| 2023 | Heroico                          | Sargento 1ero de cadetes Eugenio Sierra |       |
| TBA  | #Rats                            | Miguel Ángel                            |       |
| TBA  | Vergüenza                        | Lucio                                   |       |